# 三浦碌郎
三浦碌郎（みうら ろくろう，1882年9月23日—1969年12月16日），東京帝國大學畢業，日本昭和初期之日本政府官員，本籍日本京都府。三浦碌郎於1927年7月27日接替吉岡荒造，於台灣擔任台北州知事，管轄今臺北市、新北市、宜蘭縣及基隆市等地的行政事務。於日本擔任過立川市長。

## 經歷
本籍日本京都府，三浦覺的長男。中學就讀第三高等學校，1908年10月、帝國大學法科大學（現東京大學法學部）法律學科畢業。1909年進入內務省警視廳擔任警部。1911年11月，通過高等文官試驗行政科試驗。
之後，又擔任過永代橋警察署長、警視廳警視、深川警察署長、扇橋警察署長、四谷警察署長、熊本縣宇土郡長。
1919年6月，轉任台灣總督府警視兼警務官和監察官。接著接連擔任總督府事務官和警務局衛生課長、總督府府州事務官兼新竹州内務部長，1924年12月擔任高雄州知事，任內其夫人有鑒於高雄婦人會館只有一棟洋樓，使用空間不多，故而募款擴建，於該館的東邊，增築一棟「日本室」平屋。1925年11月1日，於清代鳳山縣令曹謹誕辰時，前往鳳山曹公祠致祭，展出其在新竹購得之曹公手書條幅四幅，且親讀祭文。二人皆先後任職於新竹、鳳山，三浦碌郎引為「夙緣」。祭文云：「……公篤奉濂洛關閩文學，其見於行事者，莫不淵源斯學。碌郎王大父，亦同修斯學，典型尚在。抑台之南北，公所蒞任地，亦碌郎所蒞之任地也，此間自有夙緣。碌郎不敏，計惟黽勉努力，對於公所為造化置以待人經營者，欲有所設施。又誓致力於敦本善俗。區區之誠，期不負公，期不負王大父王父，是即所以副督憲之養民教民為治道第一義盛意；亦即所宣敷一視同人之聖德也。嗚呼！公與碌郎，古今隔世，東西殊域；然而耿耿寸心，一若有以契合於冥冥之間者，惟公之神，必且鑒此！」 1926年3月，以高雄神社造營委員會委員長名義募建高雄神社。並在其轄區選了一些景點，定為「高雄八勝」──大武朝曦、壽山晚雨、港口風帆、埠投汽笛、球嶼落霞、鳥松凝翠、旗濱朗月、苓浦晴嵐。
1926年擔任台中州知事，任內建設有開鑿埔里隧道、沙鹿和大肚王田的橋梁、新建彰化商工補習學校和台中二中的校舍。1927年7月27日擔任台北州知事，任內將被毀謗的謝汝銓貶至南洋，1928年7月21日呈請辭掉台北州知事一職，獲得准許。
1930年5月，擔任關東廳内務局長，1932年1月29日呈請辭職，獲得准許。同年8月，轉任滿洲國吉林省公署理事官總務廳長。
1943年10月5日，擔任立川市長，1946年10月9日退任。
1969年12月16日於東京都國立市青柳346番地的自宅中去世，享年87歲。告別式於12月19日下午1點在立川市富士見町的常樂院舉行。